# 1926 en Australie
Chronologie de l'Australie
- 1922
- 1923
- 1924
- 1925
- 1926
- 1927
- 1928
- 1929
- 1930

Cette page concerne les évènements survenus en 1926 en Australie :

## Évènement
- 26 janvier 1925-10 mars 1926 : Saison 1925-1926 des feux de brousse dans l'État de Victoria (en)
- 18 mai : Massacre de Forrest River (en)
- 4 septembre : 
  - Référendum australien (services essentiels) (en)
  - Référendum australien (Industrie et Commerce) (en)
- 13 septembre : Accident ferroviaire de Murulla (en)

## Sport
- 24-31 janvier : Championnat de tennis d'Australasie
  - Double dames du Championnat d'Australasie
  - Double mixte du Championnat d'Australasie
  - Simple dames du Championnat d'Australasie

## Naissance
- Joe Marston (en), footballeur.
- Baillieu Myer (en), homme d'affaires.
- Arvi Parbo (en), homme d'affaires.
- Bruce Ruxton (en), militaire.
- Dave Sands (en), boxeur.
- Tony Street (en), personnalité politique.

## Décès
- Austin Chapman, entrepreneur et personnalité politique.
- Timothy Augustine Coghlan (en), statisticien, économiste, ingénieur, historien et diplomate.
- Hugh Dixson (en), hommes d'affaires et philanthrope.
- Joseph James Fletcher (en), biologiste.
- William Henry Warren (en), ingénieur.